# حمام حجي قايب
حمام حجي قايب (بالأذربيجاني - Hacı Qayıb hamamı) هو حمام شعبي يقع في المدينة القديمة في باكو عاصمة أذربيجان.

## التاريخ
يقع حمام حجي قايب في منطقة إشري شهر – المدينة القديمة  مُقابل برج العذراء في باكو أحد اماكن السياحية في باكو.
حديثاً انضم المكان إلى قائمة اليونسكوالعالمية للتراث والثقافة، ويعود تاريخ إنشاؤه للقرن الخامس عشر، فقد عثر فيه على آثار تعود إلى العصور الوسطى القديمة.
```
وقد اظهرط حمام في عام 1964, بنتيجة البحوث الأثرية. 
```

وقد بني هذا الحمام تحت الأرض حيث تحتاج إلى النزول باستخدام الدرج إلى الحمام، يعلوه عدد من القباب الجميلة المتناغمة، وبنى هذا الحمام على نمط مدرسة الهندسة المعمارية شيروان - ابشيرون على يد المهندس المعماري حجي ولهذا سمي بهذا الاسم.
يُقسم المبنى إلى ثلاثة أقسام:
- 1 - غرفة تبديل الملابس
- 2 - غرفة ارتداء الملابس
- 3 - غرفة الاستحمام[4]

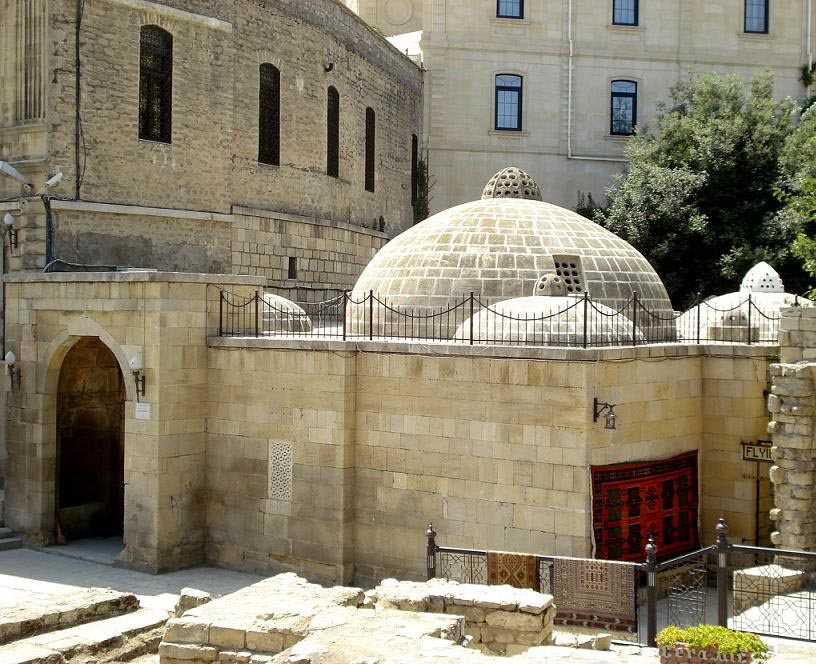
رؤية الحمام في يومنا

و فيه بركة بوسط القاعة الرئيسيَّة تحوي مياهً دافئة.
وقسم منها للمياه الباردة، بالإضافة إلى مكان مخصص لجلسات التدليك والعناية بالجسم والبشرة، ويتميز الحمام ببنائه الجميل ونقوشه وزخارفه الدقيقة.
زيارة الحمام والتعرف على تاريخ بناءه ومشاهدة التصاميم الجميلة والزخارف ورؤية المكان من الداخل والتعرف على الثقافة الأذربيجانية عن قرب.
```

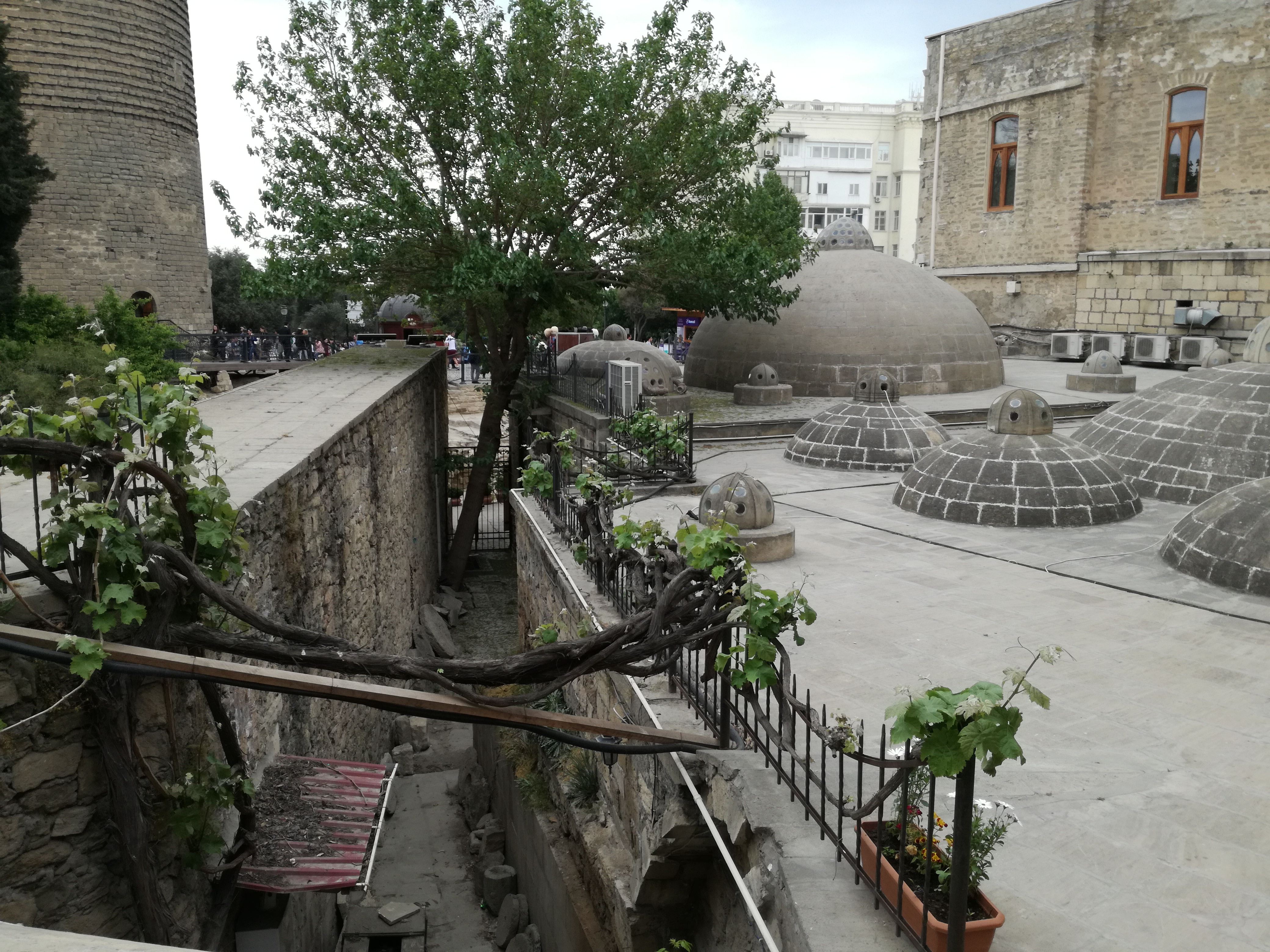
بقايا الحمام

يقع الحمام بجانب أشهر المعالم التاريخية والسياحية بالبلدة القديمة مثل 
برج العذراء
.
```

خلال زيارت للحمام الناس تحبون التقاط عدد من الصور لتوثيق الجمال التي تراه أعينهم فالزخارف وألوانه مدهشة مع بخار الماء، وأيضًا الأماكن السياحية المحيطة به ضمن البلدة القديمة في باكو.
يوجد في الحمام مقهى صغير في إحدى زواياه، يمكن الجلوس فيها والتمتع بشرب كوب من الشاي مع بعض الحلوى التقليدية ذات المذاق الشهي.

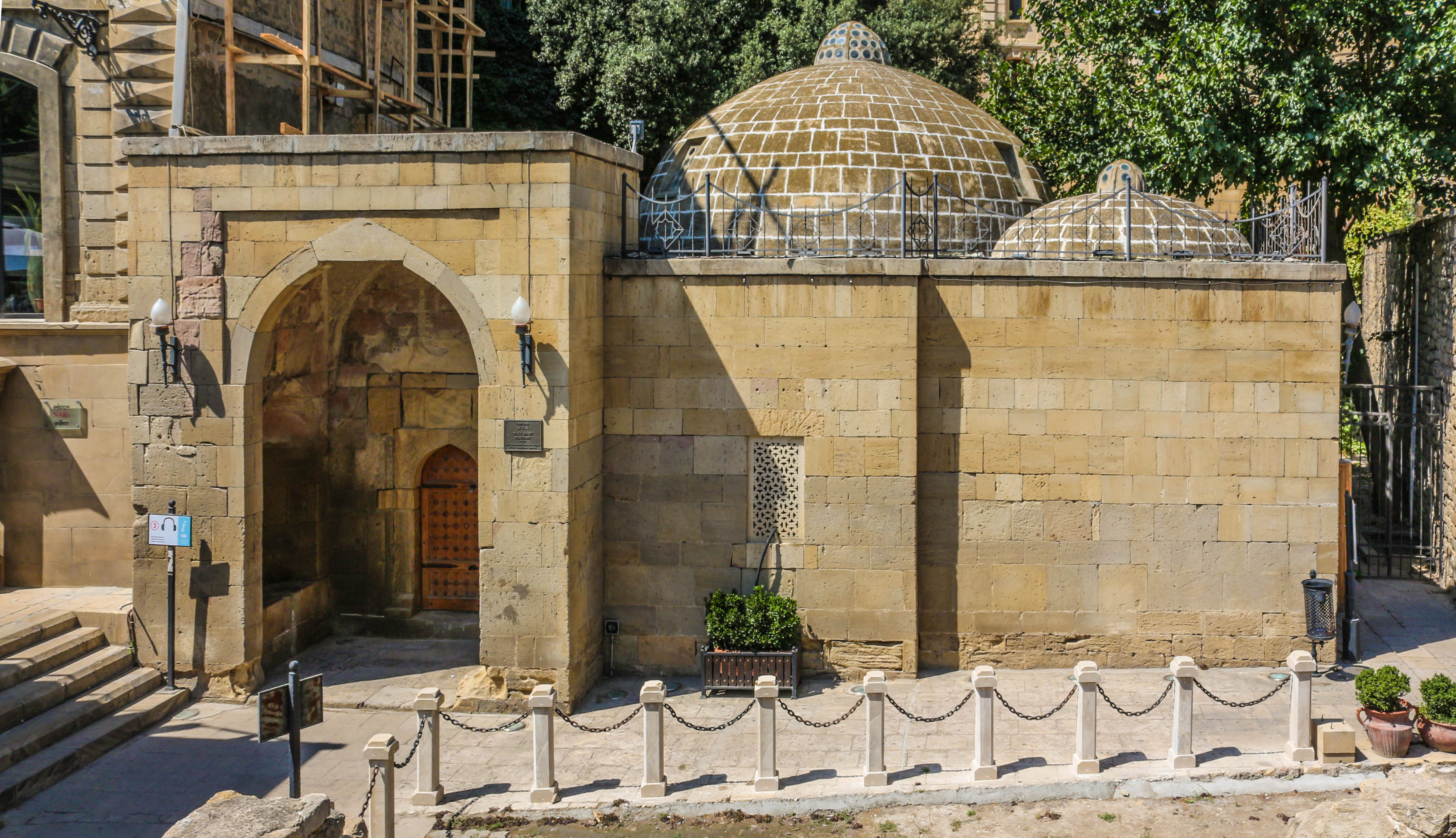